# ポトック

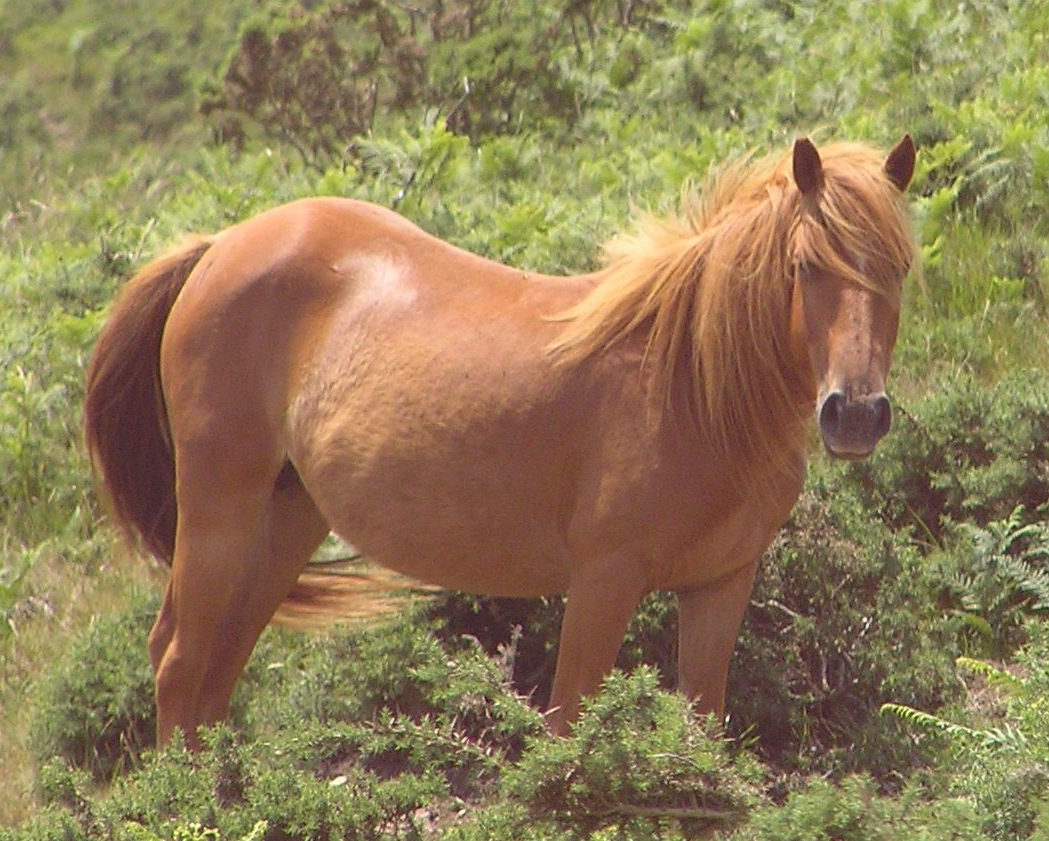
ポトック

ポトック（フランス語:pottok, スペイン語:pottoka）は、フランスからスペインにまたがるバスク地方に産するポニーの品種。ピレネー山脈一帯で生育し、ピレネー馬とも呼ばれる。ポトックの名はバスク語で「小さい馬」を意味する語に由来している。
ポトックの起源は、先史時代のマドレーヌ文化期（紀元前14000年-紀元前7000年）のウマにまでさかのぼると考えられている。この時期の洞窟絵画にもポトックに似たウマの絵が描かれている。黒毛もしくは鹿毛で、肩までの高さが1.15m - 1.47m程度である。頭は大きく、小さな耳、短い首、長い背中に粗いたてがみをもつ。
大半は半野生馬であるが、農耕馬や鉱山の荷馬、サーカスの曲馬などにも使われた。混血が増えているため、ビダレーでは純血種を守るための試みが行なわれている。
エスプレットではポトックの馬市がたつ。バイヨンヌのラグビーチーム、アヴィロン・バイヨネはポトックをチームマスコットにしている。

## ギャラリー

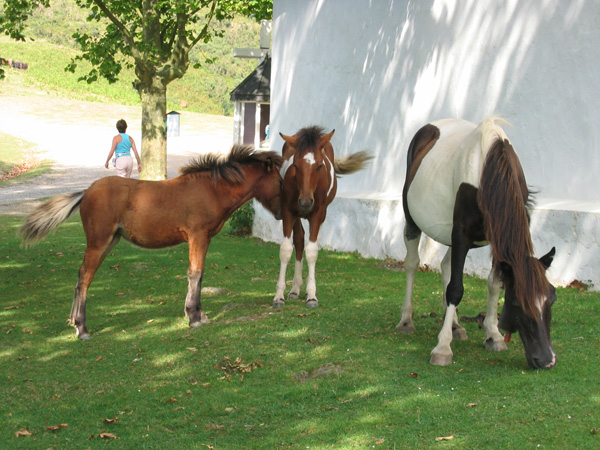
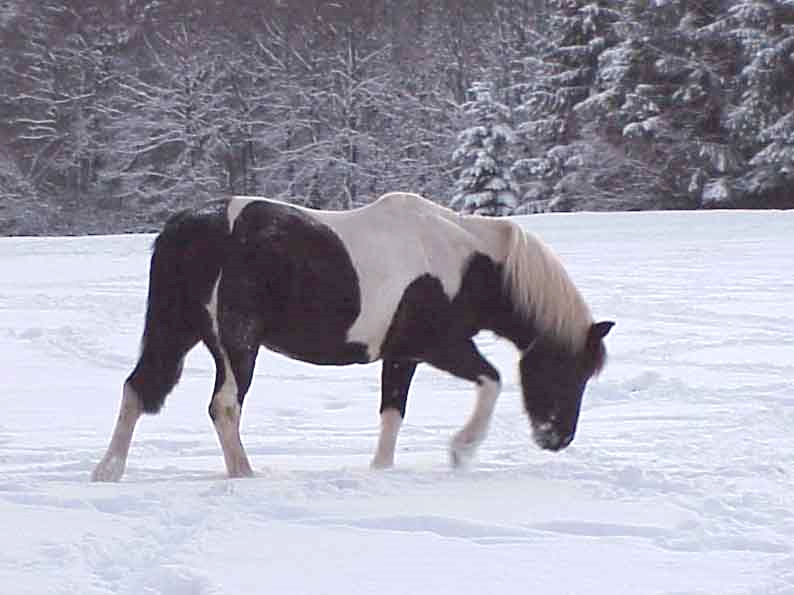
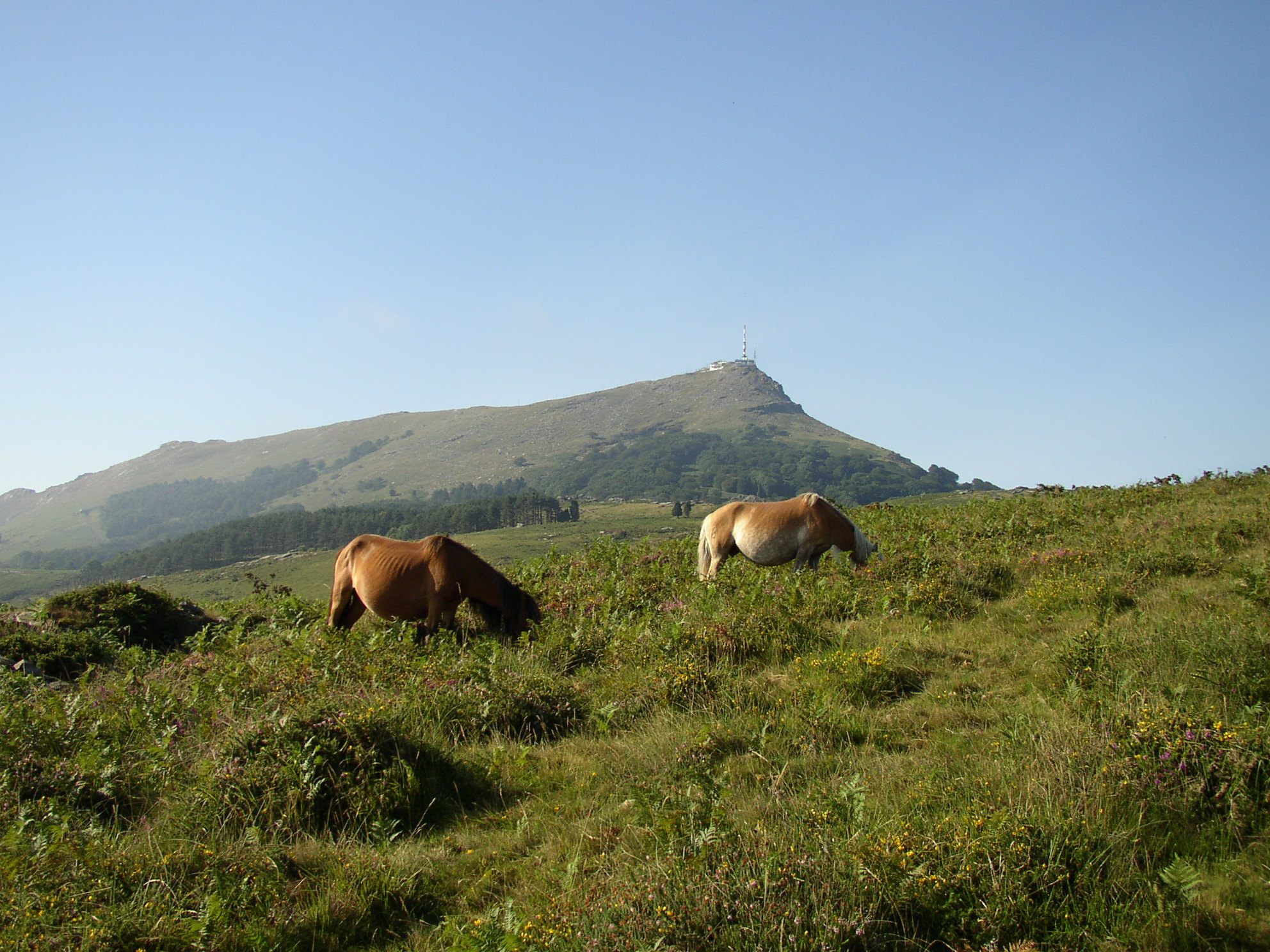